# Adjudantenkwestie
De adjudantenkwestie betreft een kwestie rond de bevordering van militairen die niet in actieve dienst waren, bekend geworden tijdens het regentschap van koningin Emma.

## Geschiedenis
Officieren hadden (en hebben) op grond van anciënniteit recht op een bevordering. Dit recht ging echter niet op voor officieren die niet in actieve dienst waren. Tijdens het regentschap van koningin Emma gold dit officieren die lid waren geworden van een van de kamers van de Staten-Generaal dan wel als lid van het militaire huis van de koning(in) fungeerden.
In 1894 had jhr. S.M.S. de Ranitz (1846-1916), adjudant en secretaris van de koningin-regentes, volgens zijn anciënniteit recht op een bevordering van kapitein tot majoor. Emma had hierover op 25 mei 1894 een gesprek met de minister van Oorlog, C.D.H. Schneider (1837-1925). Vervolgens liet Schneider aan Emma weten dat De Ranitz voor bevordering in aanmerking zou komen als hij eerst twee maanden in actieve dienst gediend zou hebben. Emma ging hier niet mee akkoord en overwoog om bij de Raad van State advies te vragen, maar er werd haar te verstaan gegeven dat dat advies geen gevolgen zou hebben. Daarop diende De Ranitz zijn ontslag in met het oog op afkeuring en verkrijging van pensioen; dat werd hem op 11 juli 1894 verleend. Hij werd als adjudant eveneens ontslagen en in dienst genomen als particulier secretaris van Emma.
In diezelfde maand liet de minister aan Emma weten of de adjudant ritmeester E.F.C.H.J. baron van Tuyll van Serooskerken (1850-1916) enige tijd actief dienst kon doen alvorens te worden bevorderd. Emma liet daarop de minister weten dat hiervan geen sprake kon zijn zolang de wijziging van de 'Wet op de bevordering' (in feite: wet tot wijziging van de Wet van 28 augustus 1851, over zulke bevorderingen) zou zijn behandeld. Dat wetsontwerp stelde voor dat onder anderen adjudanten eerst een tot twee jaar (afhankelijk van de officiersrang) actieve dienst moesten vervullen alvorens te kunnen worden bevorderd. Dit wetsontwerp ontving geen steun in de Tweede Kamer en werd uiteindelijk in juni 1895 door de regering ingetrokken.
De discussie laaide weer op toen kapitein H. Seret, lid van de Tweede Kamer, in 1895 niet voor bevordering in aanmerking kwam, terwijl juist daarvoor de op non-activiteit gestelde J.E.N. baron Schimmelpenninck van der Oye (1836-1914) als Eerste Kamer-lid was bevorderd tot generaal-majoor. Emma vond dit onrechtvaardig en wenste daarop dat ook Seret zou worden bevorderd, hetgeen de minister van Oorlog, nog steeds Schneider, niet wenste. Na veel heen-en-weergeschrijf was Schneider bereid gebleken indien aan de wens van Emma moest worden toegegeven inzake Seret, hij als minister zijn ontslag bij haar zou indienen. Na tussenkomst van de minister-president jhr. J. Röell (1844-1914) bij Emma, die aangaf dat als zij niet zou toegeven het voltallige kabinet zijn ontslag zou indienen, zwichtte Emma en Seret werd niet bevorderd.
Hiermee leek de 'adjudantenkwestie' ten einde, maar dat was zij niet. Nog bij de kabinetsformatie in 1897 wensten Emma en de aankomende premier N. Pierson (1839-1909) deze kwestie geregeld te zien. Na het effectief aantreden van koningin Wilhelmina kreeg Emma's 'adjudantenkwestie' vooralsnog een einde.